# Vizoo
Vizoo är ett varumärke som tillhör det tyska företaget CPP Studios. Företaget utvecklar videoteknik och uppmärksammades bland annat för sitt bidrag till 2007 års modevisning av klädföretaget Diesel där det visades fullstora och rörliga hologram på scenen. Tekniken kallas för mixed reality, en blandning av virtual reality och augmented reality.[källa behövs]